# Скляний провулок (Київ)
Скляни́й прову́лок — зниклий провулок, що існував у Московському, нині Голосіївському районі міста Києва, місцевість Деміївка. Пролягав від проспекту Валерія Лобановського до кінця забудови.

## Історія
Провулок виник наприкінці XIX століття під такою ж назвою, від скляного заводу, поблизу якого пролягав. У минулому був дещо довшим, доходив до стику Фрометівської та Тихонівської вулиць (зафіксований у такому вигляді на картах Києва 1935, 1943 та 1947 років).
Ліквідований 1981 року у зв'язку з частковою зміною забудови і переплануванням місцевості.